# Kel-Tec RFB
Il Kel-Tec RFB (Rifle, Forward-ejection Bullpup) è un fucile semiautomatico del tipo bullpup, prodotto dalla Kel-Tec Industries in Florida.
È prodotto in due varianti, una carabina con canna da 18 pollici (3,7 kg, lunghezza 660 millimetri e canna da 460 millimetri) e una sporter da 24 pollici (peso 3,9 kg, 912 mm lunghezza complessiva e canna da 610 millimetri).
L'RFB è un'arma semiautomatica in grado di contenere munizioni NATO o .308 Winchester da 7,62 × 51 mm.